# Folheto embrionário
Folhetos embrionários (ou folhetos germinativos) são camadas de células formadas durante o desenvolvimento embrionário de vertebrados e invertebrados. Essas camadas surgem, nos vertebrados, durante a gastrulação, a partir de células tronco pluripotentes que vão se tornando progressivamente mais restritas até que seu desenvolvimento se torna determinado para a formação de uma das três camadas: ectoderme, mesoderme e endoderme. 

Todos os Eumetazoas produzem folhetos embrionários, porém alguns grupos diferem no número desses folhetos. Animais diblásticos produzem apenas duas camadas germinativas, a ectoderme e a endoderme. Nesse grupo encontramos apenas os Poríferos e Cnidários. Já os animais triblásticos produzem os três folhetos embrionários: ectoderme, mesoderme e endoderme. Dentro dessa classificação estão presentes todos os demais grupos de animais pluricelulares. 

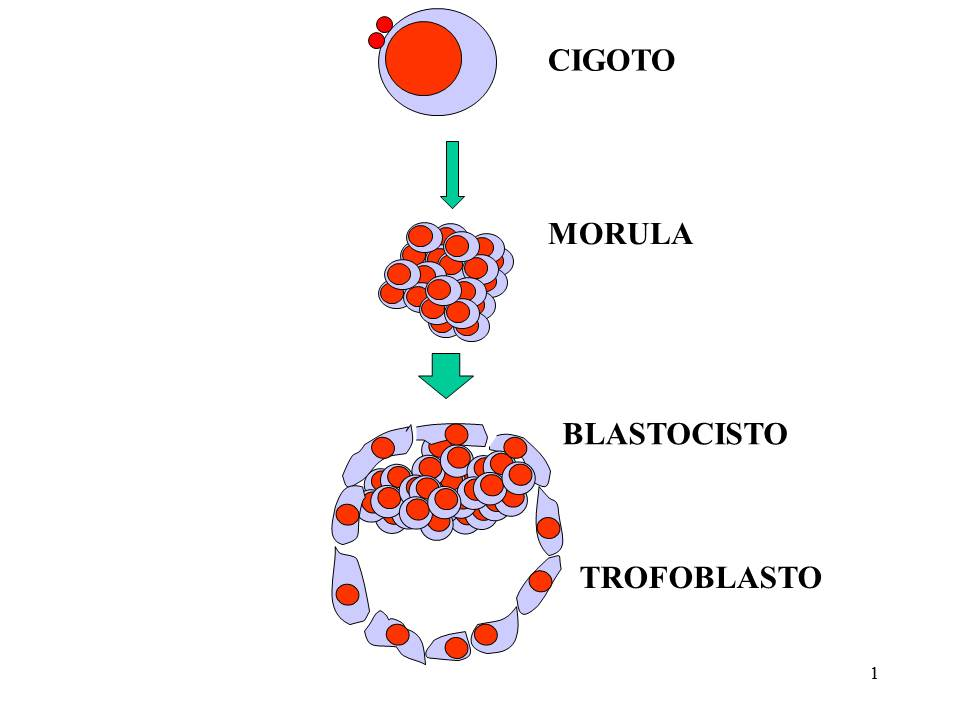
Formação do Blastocisto: Zigoto, estágio de 8 células, sofre divisão formando massa de 16 células, a Mórula. A mórula então sofre divisões originando um estágio de 32 células, o Blastocisto, onde se observa o trofoblasto rodeando a blastocele.

## Formação dos Três Folhetos
Os folhetos germinativos são gerados durante uma fase do desenvolvimento embrionário denominada gastrulação. Para compreender esse processo, no entanto, é necessário revisar as etapas que o antecedem.
Inicialmente, o processo de fertilização leva à formação de um zigoto. Esse zigoto então passará pela clivagem, uma série de divisões celulares mitóticas onde o volume de citoplasma diminui a cada divisão, resultando em células menores denominadas blastômeros, que inicialmente se agrupam em uma massa celular que recebe o nome de mórula. Após uma reorganização dessas células, há a formação de uma cavidade preenchida por fluido, a blastocele, e neste estágio, o embrião passa a se chamar blástula.

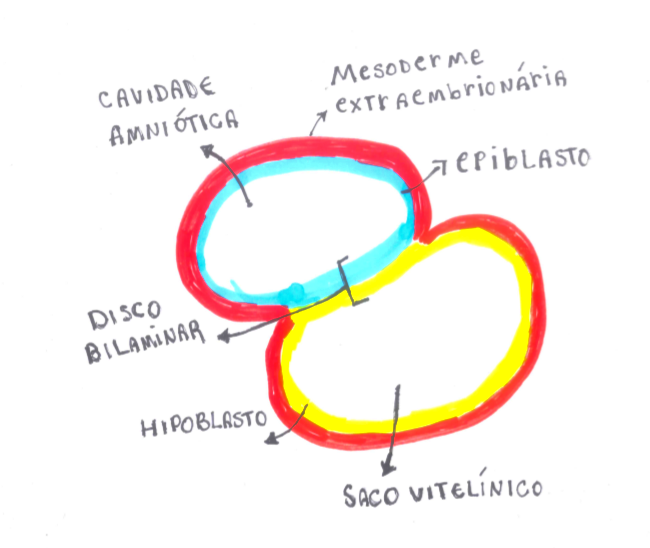
Esquema do disco bilaminar indicando as posições do epiblasto e hipoblasto, delimitados pela mesoderme extraembrionária.

A blástula vai se vai se expandindo dentro da zona pelúcida até fazer contato com o útero. A primeira segregação de células dentro da massa celular interna após sua fixação no útero forma o hipoblasto. Essas células se separam para revestir a cavidade da blastocele. A massa celular remanescente, acima do hipoblasto, é agora chamada de epiblasto. Essa separação entre hipoblasto e epiblasto faz com que o embrião adquira uma estrutura em disco bilaminar.
Nesse disco embrionário bilaminar, será formado um espessamento no epiblasto, que recebe o nome de linha primitiva. A formação da linha primitiva marca o início da gastrulação, processo que irá culminar com a origem dos três folhetos embrionários.

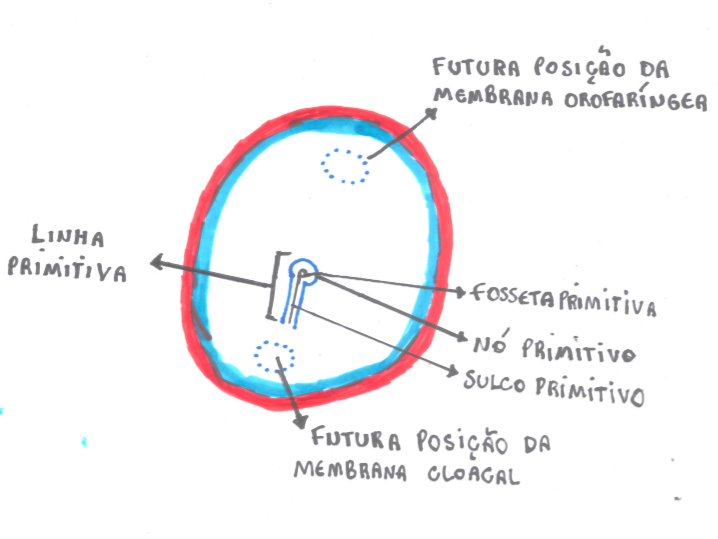
Esquema do disco embrionário bilaminar após a formação da linha primitiva na região do epiblasto. Note a delimitação das futuras posições das membranas orofaríngea e cloacal.

A linha primitiva é resultado da proliferação e migração de células do epiblasto para o plano mediano do disco embrionário, e ela continua se alongando por meio da adição de células em sua extremidade caudal, ao passo que na extremidade cranial a proliferação celular dará origem ao nó primitivo. Em toda a extensão da linha primitiva será formado também um sulco primitivo, que termina em uma pequena depressão no nó primitivo, a fosseta primitiva. Dessa forma, o surgimento da linha primitiva define todos os principais eixos corporais: como ela se forma na linha  mediana  caudal  do  disco  embrionário,  é possível identificar o eixo craniocaudal (extremidades cranial e caudal), as superfícies dorsal e ventral, e os lados direito e esquerdo.
As células do epiblasto nas laterais da linha primitiva começam a se mover para dentro dela e a sofrer uma transformação epitélio‑mesenquimal (EMT). Durante essa transformação, as células do epiblasto se alongam e assumem uma forma de “frasco”. Sob a influência de diversos fatores de crescimento embrionários, incluindo a sinalização de BMP (proteínas morfogenéticas ósseas), as células do epiblasto migram através da linha primitiva e pelo sulco primitivo para espaço entre o epiblasto e o hipoblasto (ou dentro do próprio hipoblasto). Um outro fator de crescimento importante nessa migração celular é o fator de crescimento de fibroblastos 8 (FGF8), que é sintetizado pelas próprias células da linha primitiva. Esse fator de crescimento controla o movimento celular regulando a caderina E, uma proteína que normalmente mantém as células do epiblasto unidas. O FGF8 também controla a especificação celular na mesoderme ao regular a expressão do gene BRACHYURY, que codifica uma proteína que atua como fator de transcrição. Essa movimentação coletiva de células pela linha primitiva e para o interior do embrião recebe o nome de ingressão e será responsável por formar as três camadas germinativas primárias.
- A EMT é um processo que envolve modificações na maneira de adesão da célula e na sua forma, sendo esta última mediada por mudanças no citoesqueleto. Durante a EMT, as células do epiblasto no interior da linha primitiva substituem seu método de adesão de célula-célula para célula-substrato (adesão entre membranas basais e matriz extracelular). Um gene responsável pela repressão das características epiteliais nas células mesenquimais da linha é o Snail. Sob a sua inﬂuência, cessa a expressão de moléculas de adesão  célula‑célula,  como a  caderina E,  enquanto é  induzida  a expressão  de  proteínas do citoesqueleto, como a vimentina. Além disso, o citoesqueleto é alterado pela expressão de membros da família Rho de GTPases, como RhoA e Rac1. Eles são necessários para regular a organização da actina das células em gastrulação na linha primitiva. Quando essas GTPases são perturbadas, as células se acumulam e morrem no espaço entre o epiblasto e o hipoblasto. De maneira similar, as mutações com perda de funções de uma variedade de moléculas de adesão e do citoesqueleto perturbam a EMT.  Além de mudanças na adesão e no citoesqueleto, o sinalizador FGF1 também atua na EMT. Em mutações com perda de funções do FGF1, as células perdem sua capacidade de ingressar, e, como consequência, se acumulam na linha primitiva.[2][7][5][13]

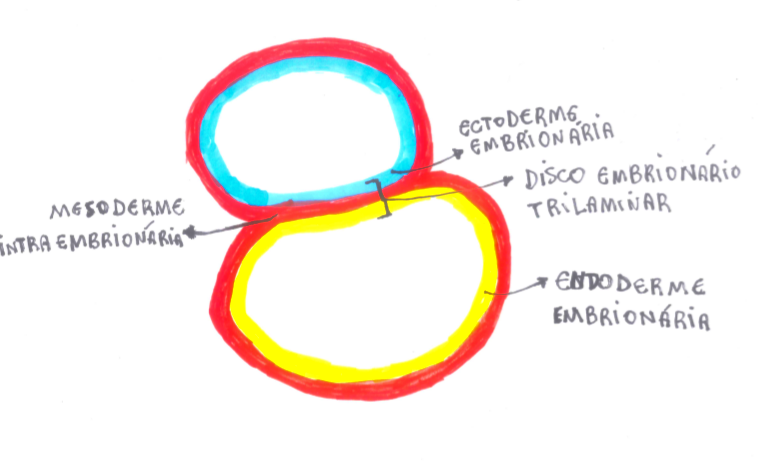
Esquema do disco embrionário trilaminar, após a formação da ectoderme, mesoderme e endoderme intraembrionárias.

Quando as células do epiblasto migram para dentro do hipoblasto, formam a endoderme, e quando migram para dentro da camada média, formam a mesoderme. As primeiras células do epiblasto a se movimentar invadem o hipoblasto e deslocam suas células, substituindo completamente os hipoblastos por uma nova camada de células, a endoderme. Posteriormente, algumas células do epiblasto migram através da linha primitiva, estendem‑se pelo espaço entre o epiblasto  e  a endoderme em formação  e  constituem  a mesoderme. Recentes estudos indicam que moléculas sinalizadoras da superfamília do fator transformador de crescimento-β (TGF- β) induzem a formação da mesoderme.
Finalizada a formação da endoderme e da mesoderme, as células do epiblasto param de se movimentar e migrar pela linha primitiva. O epiblasto remanescente passa então a compor a ectoderme. A partir desse momento, a gastrulação está finalizada e a formação dos três folhetos embrionários está completa. Em conclusão, todas as camadas germinativas derivam do epiblasto durante a gastrulação.

## Derivados da Ectoderme
Após a sua formação, o folheto embrionário ectodérmico vai gradualmente adquirindo uma forma discoide, e se diferencia em placa neural na região central do disco e em ectoderme cutânea na região periférica. As células da placa neural irão constituir a neuroectoderme.

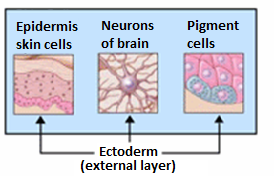
Ectoderme: Camada externa, dará origem à células da pele, neurônios, células pigmentadas, entre outras.

Através de sinalizações por fatores de crescimento do fibroblasto (FGF) e inibição da atividade da proteína morfogenética óssea 4 (BMP4, um membro da família do TGF-β), será iniciado o processo de neurulação por meio da indução da placa neural. O FGF é responsável pela ativação de genes que auxiliam no desenvolvimento neural e pela inibição da BMP4. Em condições normais, BMP4 induz a diferenciação da ectoderme em tecido epidérmico, porém, quando esta proteína é inativada, a ectoderme passa a se diferenciar em tecido neural.
Essa inibição da BMP4 é dada por moléculas que recebem o nome de indutores neurais, e tem sua expressão aumentada pelo FGF. Alguns desses indutores são as proteínas NOGGIN, CHORDIN e FOLLISTATIN, presentes no nó primitivo do embrião. Vale ressaltar que essas proteínas induzem a formação dos tecidos neurais do prosencéfalo e mesencéfalo apenas. O rombencéfalo e medula espinal, estruturas caudais da placa neural, tem seu desenvolvimento induzido pelas proteínas WNT3a e FGF.
A indução da placa neural marca o início do processo de neurulação, que resultará na formação do tubo neural. Por meio da neurulação, a o tubo neural será responsável pela formação de neurônios, células gliais e células ependimárias do sistema nervoso central. Também dará origem à retina, ao corpo pineal e à parte posterior da hipófise.
Paralelamente, nas bordas laterais da neuroectoderme, algumas células passam a se dissociar de suas vizinhas. Essa população celular recebe o nome de crista neural e passa a migrar para fora da neuroectoderme e penetrar e mesoderme subjacente. Durante essa passagem, essas células sofrem transformações epitélio-mesenquimais (EMTs), e de acordo com suas rotas de migração, darão origem a diferentes tipos celulares. As células que migram pela via dorsal, através da mesoderme, penetram a ectoderme cutânea, onde se diferenciarão em melanócitos da pele e folículos pilosos. Já as células que migram pela via ventral, através dos somitos, se tornarão gânglios sensoriais, neurônios simpáticos e entéricos, células de Schwann e células da medula suprarrenal. Há também células da crista neural que permanecem no tubo neural, e nesse caso elas auxiliam principalmente na formação do esqueleto craniofacial, de gânglios e nervos craniais e sensoriais.
A ectoderme cutânea, por sua vez, consiste inicialmente em uma única camada de células. Após a neurulação, essas células passam a se dividir e produzem uma nova camada, a periderme, composta por células achatadas. A camada subjacente de células é agora denominada camada basal, responsável pela produção de novas células que darão origem às camadas defitinivas da epiderme. A ectoderme cutânea também produzirá todas as glândulas cutâneas e mamárias, além de outras estruturas de revestimento como pelos, unhas e esmalte dos dentes. A porção anterior da hipófise também será gerada pela ectoderme cutânea.

## Derivados da Mesoderme

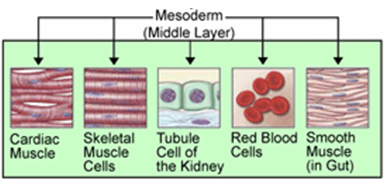
Mesoderme: Dará origem ao músculo cardíaco, músculo esquelético, células do rim, células sanguíneas e muscúlo liso, entre outros.

As primeiras células mesodérmicas inicialmente formarão uma camada fina de tecido ao redor de cada lado da linha primitiva. As células mais interiores passarão a se dividir até constituírem uma placa espessa, denominada mesoderme paraxial. Nas regiões laterais, a camada mesodérmica permanece fina e recebe o nome de placa lateral, tecido que, posteriormente, irá se dividir em duas camadas: uma camada que cobrirá o âmnio do embrião, a mesoderme parietal; e uma camada que cobrirá a vesícula vitelínica, a mesoderme visceral. Entre a mesoderme lateral e paraxial, fica a mesoderme intermediária.
As células da mesoderme paraxial irão se organizar em formas intermediárias denominadas somitos, cuja formação é induzida por vias de sinalização das proteínas NOTCH e WNT, além de serem também influenciados pelo FGF8. De acordo com sua posição nessas estruturas, as células dos somitos poderão constituir o esclerótomo, que irá se diferenciar em vértebras e costelas; além disso, formarão precursores de células musculares, que culminarão com a formação da maior parte da musculatura corporal e dos membros; e irão gerar também o dermomiótomo, estrutura cujas células darão origem à derme da pele e aos músculos dorsais e intercostais. Essa diferenciação dos somitos é ativada através de sinalização pelos produtos proteicos dos genes NOGGIN e sonic hedgehog (SHH), que induzem a formação do esclerótomo. O esclerótomo, por sua vez, passa a expressar o fator de transcrição PAX1, que então ativa uma cascata de genes indutores da formação de cartilagens e músculos.
A mesoderme intermediária se diferencia em estruturas urogenitais, formando os nefrótomos, gônadas, ductos e glândulas acessórias dos órgãos excretores.
A mesoderme lateral, como mencionado, se divide em duas camadas. A camada parietal atuará na formação da derme da pele na parede corporal e dos membros, dos ossos e do tecido conjuntivo. A camada visceral irá constituir, juntamente com a endoderme, a parede do tubo intestinal. Ambas as camadas formarão membranas serosas, que revestem os órgãos, as cavidades peritoneal, pleural e plericárdica. A mesoderme lateral também é responsável pela formação das células sanguíneas e linfáticas, por meio de indução por FGF2 e VEGF (fator de crescimento endotelial vascular), que são secretados pelas células mesodérmicas.

## Derivados da Endoderme

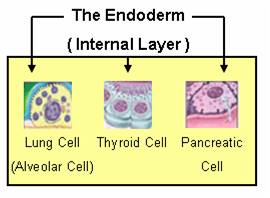
Endoderme: Camada interna, origina o revestimento do tubo respiratório, bolsões epiteliais da faringe e o revestimento do tubo digestivo.

A principal derivação da endoderme embrionária é o revestimento de dois tubos no embrião: o tubo digestivo (de onde vão se formar o fígado, vesícula biliar e o pâncreas) e o tubo respiratório, que cresce a partir do tubo digestivo, e se bifurca nos dois pulmões. Quando as bordas laterais, cranial e caudal do embrião encontram‑se e se fundem, as porções cranial e caudal da endoderme são convertidas em tubos sem saída, que se transformação nos futuros intestino anterior e intestino posterior. Posteriormente, a extremidade cranial do intestino anterior é tampada pela membrana orofaríngea, que dará origem a boca. Já  a extremidade caudal do intestino posterior é tampada pela membrana cloacal, que formará o ânus e o sistema urogenital. Os tubos digestivo e respiratório dividem uma câmara comum na região anterior do embrião: a faringe, que também será revestida por derivados da endoderme.
Inicialmente, o folheto embrionário endodérmico dará origem ao revestimento epitelial do intestino, e ao longo do seu desenvolvimento formará o epitélio de todo o trato gastrointestinal (fígado, pâncreas e bexiga). Além disso, a partir da endoderme surgirá o epitélio de revestimento do sistema respiratório, incluindo a traqueia, os pulmões e brônquios. Todos os componentes epiteliais da faringe, cavidade dos tímpanos, tonsilas e glândulas tireoides e paratireoides também serão originados a partir da endoderme.

## Resumo: derivados de cada folheto em Vertebrados
| Folheto   | Embrião                                                             | Adulto |
| --------- | ------------------------------------------------------------------- | --- |
| Ectoderme | Camada celular externa Tubo neural (nervoso)                        | Dará origem a: - Sistema nervoso central - Sistema nervoso periférico - Epitélio sensorial do ouvido, nariz e olhos - Epiderme (incluindo cabelo e unhas) - Glândulas subcutâneas, mamárias e hipofisárias - Esmalte dos dentes |
| Mesoderme | Somitos: - epímero (dorsal) - mesômero (médio) - hipômero (ventral) | Dará origem a: - Notocorda (haste flexível encontrada em embriões de todos os cordados) - Músculos lisos e esqueléticos; - Sistema circulatório (coração, vasos sanguíneos, tecido linfático, tecido conjuntivo); - Sistema esquelético (ossos e cartilagem); - Sistema excretor e reprodutor (órgãos genitais, rins, uretra, bexiga e gônadas) |
| Endoderme | Revestimento do arquêntero                                          | Dará origem a: - Sistema digestivo - Revestimento epitelial do sistema respiratório - Revestimento epitelial da bexiga urinária e uretra - Revestimento epitelial da cavidade do tímpano e à tuba auditiva - Estroma reticular das tonsilas e ao timo - Parênquima da tireoide, paratireoides, do fígado e do pâncreas                          |